# Moraine (jezioro)
Moraine – zasilane lodowcowo jezioro w Parku Narodowym Banff w Albercie w Kanadzie. Leży około 14 km od miejscowości Lake Louise w dolinie Valley of the Ten Peaks na wysokości mniej więcej 1885 m n.p.m. Jego powierzchnia wynosi 0,5 km², długość brzegu około 4,8 km a maksymalna głębokość 14 m. 
Jezioro jest zasilane przez wodę z topniejących lodowców pasma Bow Range. Powstało w wyniku zablokowania odpływu wód lodowcowych przez osuwisko skalne z góry Tower of Babel.
Wokół jeziora znajduje się wiele szlaków turystycznych. Po jeziorze można również pływać kajakiem.
Widok na jezioro i góry jest zwany Twenty Dollars View (Widok za 20 dolarów), ponieważ znajdował się on na kanadyjskim banknocie dwudziestodolarowym, wydawanym w 1969 i 1979. Oprócz tego wizerunki jeziora były wykorzystywane m.in.:
- jako tapeta w reklamach systemu Android,
- jako jedna z domyślnych tapet na telefonach BlackBerry Pearl oraz Palm Pre,
- w zestawie tapet dla Windows 7 w pakietach "Kanada" oraz "Zima",
- na stronie głównej wyszukiwarki Bing.

## Galeria

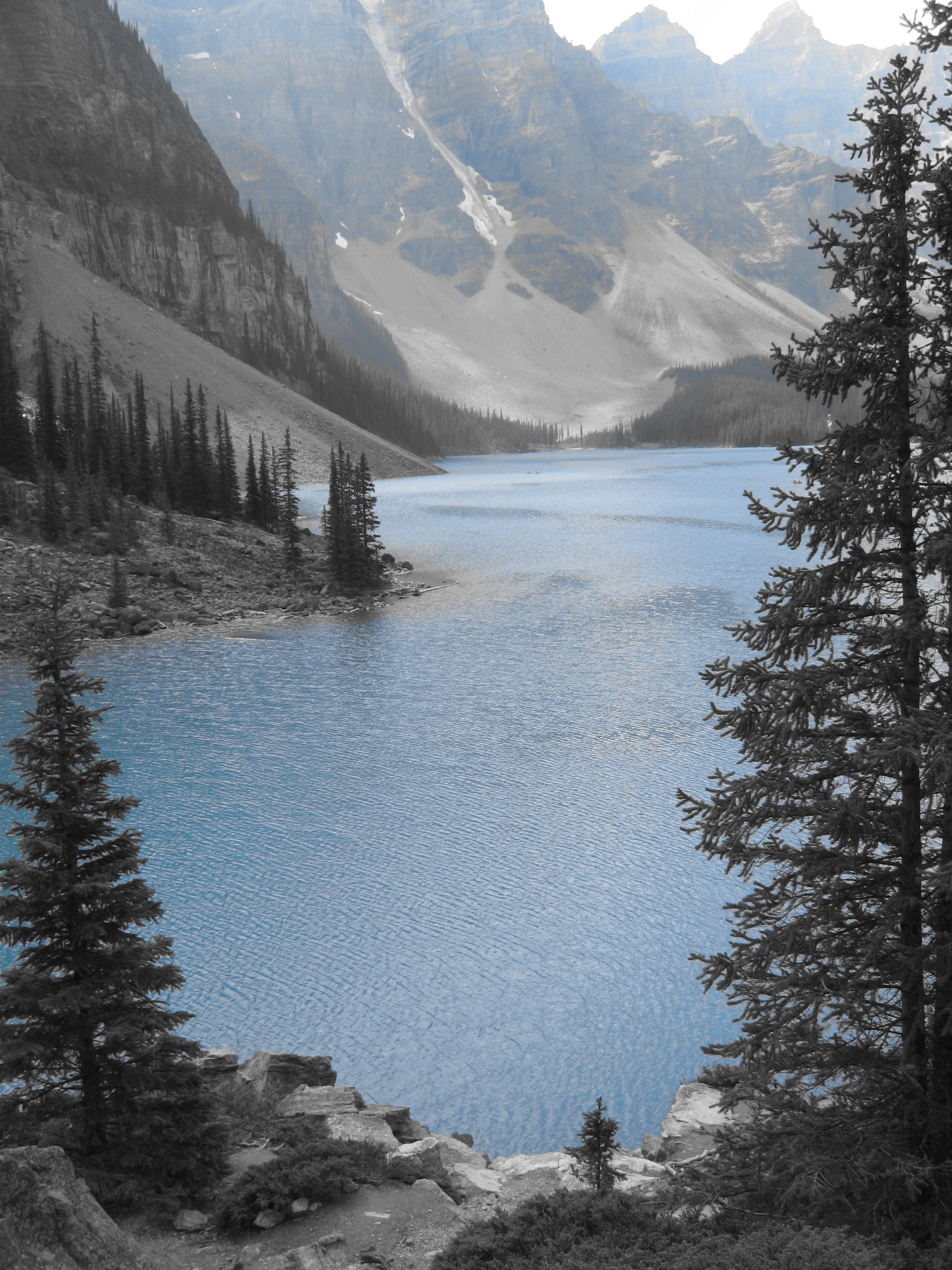
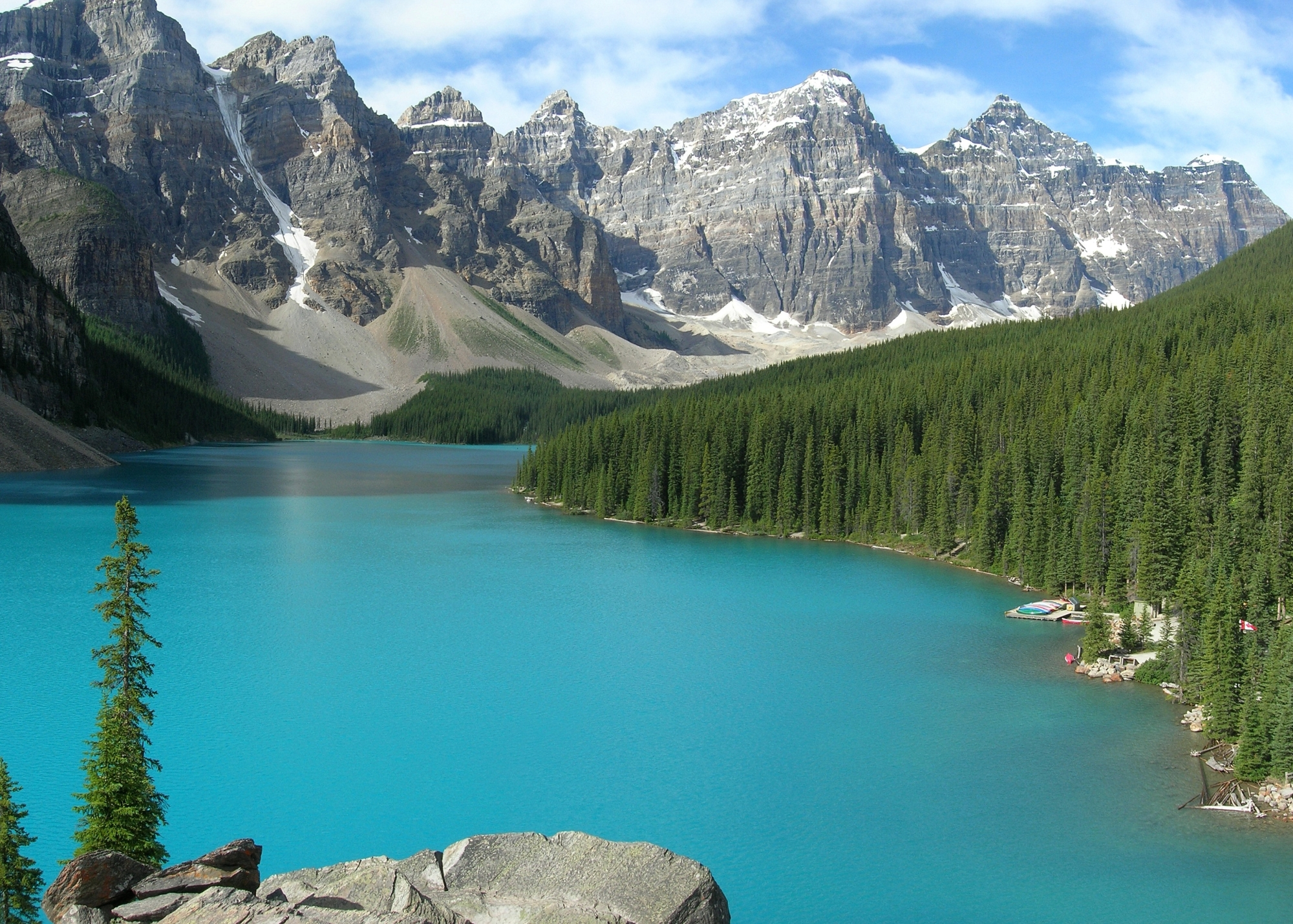
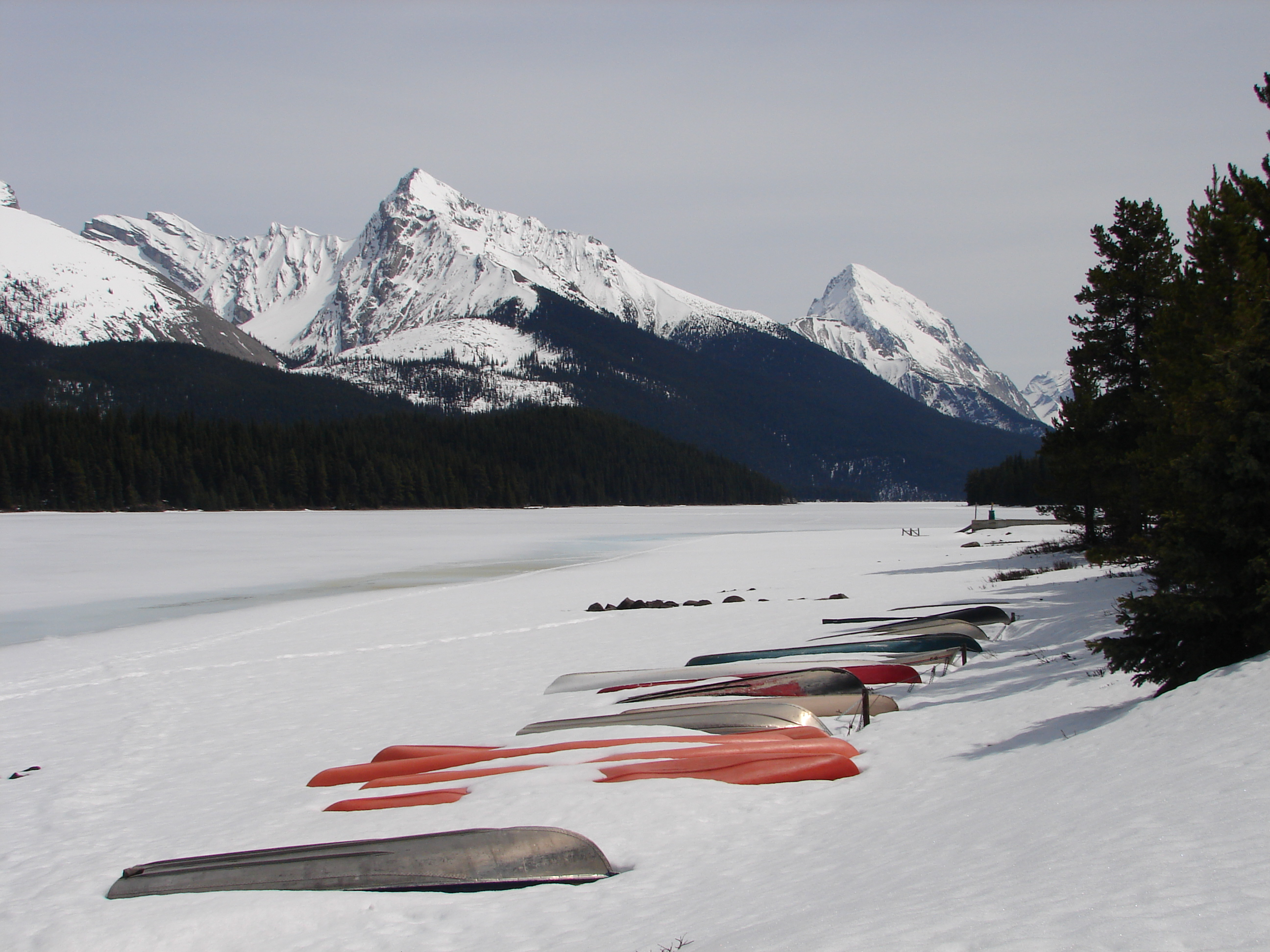
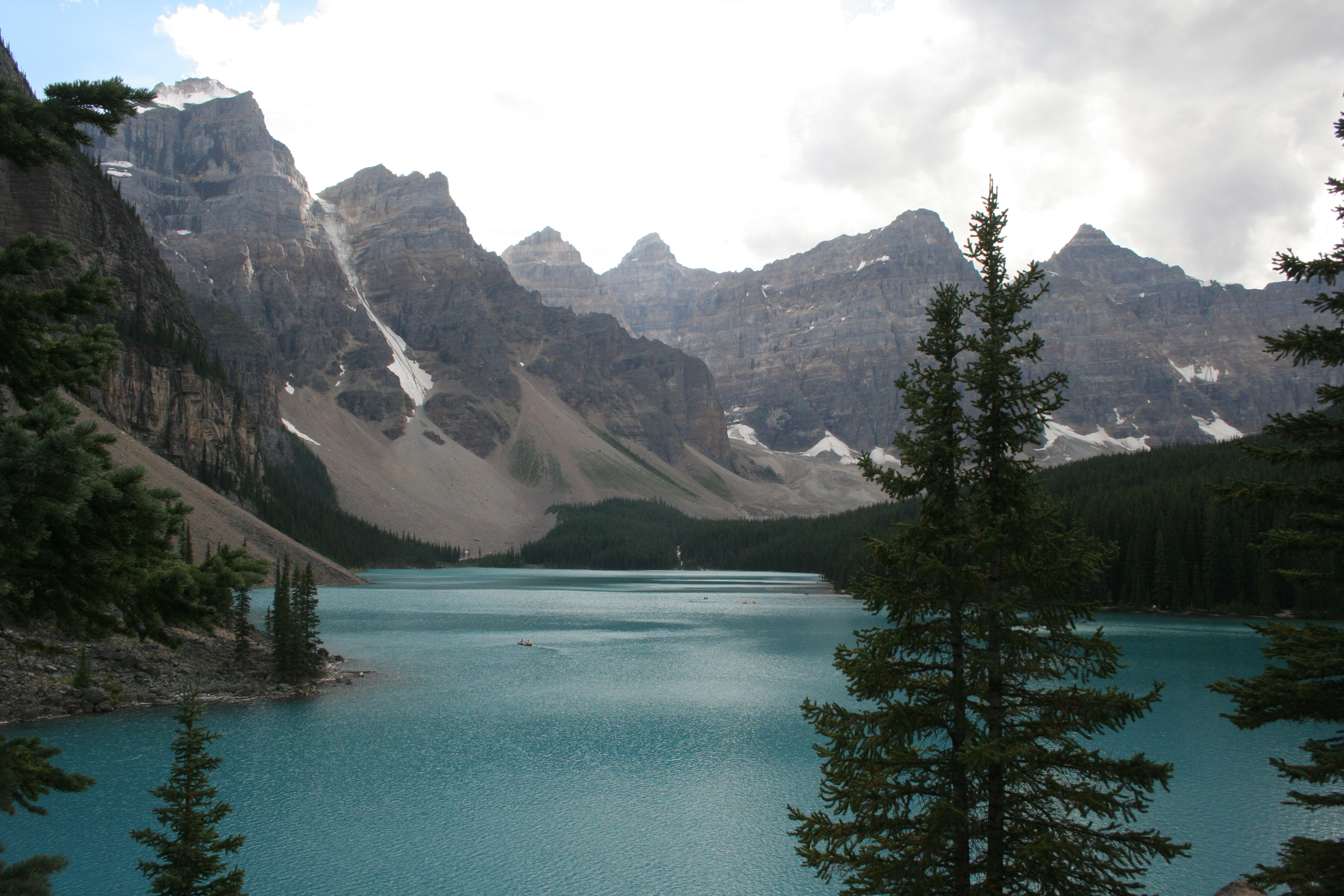